# توم دراموند (لاعب كرة قدم أسترالية)
توم دراموند (بالإنجليزية: Tom Drummond)‏ هو لاعب كرة قدم أسترالية أسترالي، ولد في 6 أغسطس 1897، وتوفي في 26 مايو 1970.

## وصلات خارجية
- توم دراموند على موقع AustralianFootball.com (الإنجليزية)
- توم دراموند على موقع AFLtables.com (الإنجليزية)